# Marina de Graaf
Marina de Graaf (Utrecht, 16 dicembre 1959) è un'attrice olandese.

## Biografia
Ha debuttato sedicenne nel film Her debuut nel 1977.  
Dal 2002 è insegnante e proprietaria di Act2Act Acteerstudio ad Amsterdam.

## Filmografia (parziale)
- Het debuut - regia di Matthijs van Heijningen (1977)
- Mysteries - regia di Paul de Lussanet (1978)
- Torna! (Come-Back) - regia di  Jonne Severijn (1981)
- De zwarte ruiter - regia di Wim Verstappen (1983)
- Un Bloem - regia di Peter Oosthoek (1983)
- Overvallers in de dierentuin - regia di Christ Stuur (1984)
- L'albero di Antonia (Antonia) - regia di Marleen Gorris (1995)
- Wilde Mossels - regia di Erik de Bruyn (1999)